# Rente d'Hotelling
Attention, ne doit pas être confondu avec la loi de Hotelling.
En économie, la rente d'Hotelling ou « rente de rareté » est la rente touchée par le propriétaire d'un stock de ressources non renouvelables. Elle porte le nom de l'économiste américain Harold Hotelling, qui, dans son article de 1931 The Economics of exhaustible resources, a montré que, sous certaines conditions, le prix d'une telle ressource (et donc la rente associée) augmente au rythme du taux d'intérêt.

## Éléments de définition
La rente d'Hotelling est la différence entre le coût marginal de production d'une ressource non renouvelable et le prix du marché. Elle s'accroît au fur et à mesure que la ressource se raréfie.
La rente optimale fait en sorte qu'à l'épuisement de la ressource, son prix est tellement élevé que sa demande est nulle.

## Rythme d'augmentation de la rente
Dans son article, Hotelling montre dans la section II intitulée « Free competition » que dans une situation de libre concurrence où la quantité des réserves est connue à l'avance, la rente de la ressource non renouvelable considérée (c'est-à-dire son prix de vente moins son coût d'extraction) augmente au rythme du taux d'intérêt.
En effet, à tout instant le propriétaire d'un stock de ressources effectue un arbitrage : soit il vend maintenant, soit il vend plus tard ; c'est-à-dire qu'il cherche le moment {\displaystyle t} qui maximise la valeur actuelle de son bien.

### Démonstration en temps discret
Si l'on considère deux périodes, le possesseur de la ressource peut : soit vendre tout de suite pour obtenir une somme {\displaystyle p_{t}}, qu'il place pour obtenir {\displaystyle p_{t}(1+\gamma )} à la période suivante ({\displaystyle \gamma } étant le taux d'intérêt) ; soit vendre à la seconde période au prix {\displaystyle p_{t+1}}.
Ainsi, par arbitrage, on a que {\displaystyle p_{t+1}=p_{t}(1+\gamma )}, donc que la rente {\displaystyle p} croît avec le taux d'intérêt.

### Démonstration en temps continu
Supposons que la rente initiale soit {\displaystyle p_{0}}. L'arbitrage du possesseur de la ressource est alors le suivant : soit il vend tout de suite à un prix {\displaystyle p_{0}}, place son argent, et obtient ainsi {\displaystyle p_{0}*e^{\gamma t}} après un temps t ({\displaystyle \gamma } indiquant le taux d'intérêt); soit il attend pour vendre. Si on appelle {\displaystyle p_{t}} le prix de vente de la ressource au moment t, on voit donc que par arbitrage, {\displaystyle p_{t}=p_{0}*e^{\gamma t}}, donc que la rente {\displaystyle p} croît avec le taux d'intérêt.
Si le prix croît moins vite que le taux d'intérêt, tous les propriétaires vendent tout de suite pour placer le fruit de la vente et bénéficier ainsi d'un rendement plus élevé : à la suite de cette hausse de l'offre, le prix actuel diminue, la quantité disponible de ressource diminue et donc le prix futur augmente, ce qui augmente le taux de croissance du prix. Au contraire, si le taux d'intérêt est inférieur au taux de croissance du prix, les propriétaires ne veulent pas vendre mais la demande augmente car il est alors rentable d'emprunter de l'argent au taux en vigueur pour devenir propriétaires d'un stock de ressources qu'ils revendront plus tard : le prix présent augmente, le prix futur diminue et le taux de croissance du prix diminue. Les arbitrages des différents agents économiques constituent donc un mécanisme d'ajustement qui doit conduire à l'égalisation entre taux d'intérêt et taux de croissance de {\displaystyle p(t)} (ce taux de croissance est égal au taux de rentabilité interne du stock pour son propriétaire[réf. nécessaire]).
D'autre part, dans la section suivante intitulée « Maximum social value and state interference », Hotelling montre que, sous certaines conditions, la valeur sociale totale des réserves d'une ressource non renouvelable est maximisée si la même condition sur le rythme de croissance du prix est respectée.